# Matias Siltanen
Arttu Matias Siltanen, född 29 mars 2007, är en finländsk fotbollsspelare som spelar för Djurgårdens IF i Allsvenskan.

## Klubbkarriär
Siltanen inledde sin fotbollskarriär i KuPS i sin hemstad Kuopio i Finland.
Den 23 januari 2025 värvades han av Djurgårdens IF. Han skrev på för 3 år.

## Statistik

### Klubblag
| Klubb                              | Säsong             | Liga               | Liga    | Liga | Liga   | Nationell cup | Nationell cup | Nationell cup | Internationell cup | Internationell cup | Internationell cup | Totalt  | Totalt | Totalt |
| Klubb                              | Säsong             | Division           | Matcher | Mål  | Assist | Matcher       | Mål           | Assist        | Matcher            | Mål                | Assist             | Matcher | Mål    | Assist |
| ---------------------------------- | ------------------ | ------------------ | ------- | ---- | ------ | ------------- | ------------- | ------------- | ------------------ | ------------------ | ------------------ | ------- | ------ | ------ |
| KuPS II                            | 2022               | Tvåan              | 11      | 0    | 0      | —             | —             | —             | —                  | —                  | —                  | 11      | 0      | 0      |
| KuPS II                            | 2023               | Tvåan              | 15      | 2    | 0      | —             | —             | —             | —                  | —                  | —                  | 15      | 2      | 0      |
| KuPS II                            | Totalt             | Totalt             | 26      | 2    | 0      | —             | —             | —             | —                  | —                  | —                  | 26      | 2      | 0      |
| KuPS                               | 2023               | Tipsligan          | 0       | 0    | 0      | 1             | 0             | 0             | —                  | —                  | —                  | 1       | 0      | 0      |
| KuPS                               | 2024               | Tipsligan          | 27      | 1    | 2      | 11            | 0             | 2             | 4                  | 0                  | 1                  | 42      | 1      | 5      |
| KuPS                               | Totalt             |                    | 27      | 1    | 2      | 12            | 0             | 2             | 4                  | 0                  | 1                  | 43      | 1      | 5      |
| Djurgårdens IF                     | 2025               | Allsvenskan        | 0       | 0    | 0      | 0             | 0             | 0             | 0                  | 0                  | 0                  | 0       | 0      | 0      |
| Djurgårdens IF                     | Totalt             | Totalt             | 0       | 0    | 0      | 0             | 0             | 0             | 0                  | 0                  | 0                  | 0       | 0      | 0      |
| Totalt i karriären                 | Totalt i karriären | Totalt i karriären | 53      | 3    | 2      | 12            | 0             | 2             | 4                  | 0                  | 1                  | 69      | 3      | 5      |
| Senast uppdaterad 24 januari 2025. |                    |                    |         |      |        |               |               |               |                    |                    |                    |         |        |        |

### Landslag
| Landslag                       | År     | Totalt  | Totalt | Totalt |
| Landslag                       | År     | Matcher | Mål    | Assist |
| ------------------------------ | ------ | ------- | ------ | ------ |
| Finland U15                    | 2021   | 2       | 0      | 0      |
| Finland U15                    | 2022   | 3       | 0      | 0      |
| Finland U16                    | 2022   | 4       | 0      | 0      |
| Finland U16                    | 2023   | 6       | 0      | 0      |
| Finland U17                    | 2023   | 7       | 2      | 0      |
| Finland U17                    | 2024   | 7       | 2      | 0      |
| Finland U19                    | 2024   | 4       | 0      | 0      |
| Finland U19                    | 2025   | 3       | 1      | 0      |
| Totalt                         | Totalt | 36      | 5      | 0      |
| Senast uppdaterad 31 mars 2025 |        |         |        |        |